# Acobamba (tỉnh)
Tỉnh Acobamba (tiếng Tây Ban Nha: Provincia de Acobamba) là một tỉnh thuộc vùng Huancavelica của Peru. Tỉnh Acobamba có diện tích 911 km², dân số thời điểm theo điều tra dân số ngày 11 tháng 7 năm 1993 là 42096 người. Tỉnh lỵ đóng ở Acobamba.